# Női 80 méteres gátfutás az 1948. évi nyári olimpiai játékokon
Az 1948. évi nyári olimpiai játékokon az atlétika női 80 méteres gátfutás versenyszámának selejtezőit és döntőjét augusztus 3. és 4. között rendezték a Wembley Stadionban.

## Rekordok
A versenyt megelőzően a következő rekordok voltak érvényben női 80 méteres gátfutásban:
| Világrekord     | Fanny Blankers-Koen (NED) | 11,0 | Amszterdam, Hollandia | 1948. június 20.   |
| Olimpiai rekord | Trebisonda Valla (ITA)    | 11,6 | Berlin, Németország   | 1936. augusztus 5. |

A versenyen új olimpiai rekord született:
| Fanny Blankers-Koen (NED) | 11,3 | London, Egyesült Királyság | 1948. augusztus 3. | Előfutam |
| Fanny Blankers-Koen (NED) | 11,2 | London, Egyesült Királyság | 1948. augusztus 4. | Döntő    |
| Mauren Gardner (GBR)      | 11,2 | London, Egyesült Királyság | 1948. augusztus 4. | Döntő    |

## Eredmények
Az időeredmények másodpercben értendők. A rövidítések jelentése a következő:
- Q: továbbjutás helyezés alapján
- OR: olimpiai rekord

 megjegyzés: A kiesett versenyzők idő eredményei nincsenek feltüntetve a hivatalos dokumentumokban.

### Előfutam
A futamok első 3 helyezettje jutott az elődöntőbe.
| H        | Név                         | Nemzet                 | E    | Mj    |
| -------- | --------------------------- | ---------------------- | ---- | ----- |
|          |                             |                        |      |       |
| 1. futam |                             |                        |      |       |
| 1.       | Fanny Blankers-Koen         | Hollandia (NED)        | 11,3 | Q, OR |
| 2.       | Joan Upton                  | Nagy-Britannia (GBR)   | 11,8 | Q     |
| 3.       | Jeanine Toulouse            | Franciaország (FRA)    | 12,0 | Q     |
| 4.       | Mirja Jämes                 | Finnország (FIN)       |      |       |
| 5.       | Marion Huber                | Chile (CHI)            |      |       |
| 6.       | Theresa Manuel              | Egyesült Államok (USA) |      |       |
| 2. futam |                             |                        |      |       |
| 1.       | Maureen Gardner             | Nagy-Britannia (GBR)   | 11,6 | Q     |
| 2.       | Libuše Lomská               | Csehszlovákia (TCH)    | 11,6 | Q     |
| 3.       | Noemí Simonetto             | Argentína (ARG)        | 11,8 | Q     |
| 4.       | Janine Magnin-Lamouche      | Franciaország (FRA)    |      |       |
| 5.       | Domnitsa Lanitou-Kavounidou | Görögország (GRE)      |      |       |
| 3. futam |                             |                        |      |       |
| 1.       | Yvette Monginou             | Franciaország (FRA)    | 11,7 | Q     |
| 2.       | Shirley Strickland          | Ausztrália (AUS)       | 11,9 | Q     |
| 3.       | Maria Oberbreyer            | Ausztria (AUT)         | 11,9 | Q     |
| 4.       | Bernice Robinson            | Egyesült Államok (USA) |      |       |
| 5.       | Bertha Crowther             | Nagy-Britannia (GBR)   |      |       |
| 4. futam |                             |                        |      |       |
| 1.       | Elfriede Steurer            | Ausztria (AUT)         | 12,2 | Q     |
| 2.       | Gerda van der Kade-Koudijs  | Hollandia (NED)        | 12,2 | Q     |
| 3.       | Jean Walraven               | Egyesült Államok (USA) | 12,6 | Q     |
| 4.       | Kyllikki Naukkarinen        | Finnország (FIN)       |      |       |
| 5.       | Vinton Beckett              | Jamaica (JAM)          |      |       |

### Elődöntő
A futamok első 3 helyezettje jutott a döntőbe.
| H        | Név                        | Nemzet                 | E    | Mj |
| -------- | -------------------------- | ---------------------- | ---- | -- |
|          |                            |                        |      |    |
| 1. futam |                            |                        |      |    |
| 1.       | Fanny Blankers-Koen        | Hollandia (NED)        | 11,4 | Q  |
| 2.       | Maria Oberbreyer           | Ausztria (AUT)         | 11,9 | Q  |
| 3.       | Libuše Lomská              | Csehszlovákia (TCH)    | 12,0 | Q  |
| 4.       | Joan Upton                 | Nagy-Britannia (GBR)   |      |    |
| 5.       | Jeanine Toulouse           | Franciaország (FRA)    |      |    |
| 6.       | Jean Walraven              | Egyesült Államok (USA) |      |    |
| 2. futam |                            |                        |      |    |
| 1.       | Shirley Strickland         | Ausztrália (AUS)       | 11,7 | Q  |
| 2.       | Yvette Monginou            | Franciaország (FRA)    | 11,8 | Q  |
| 3.       | Maureen Gardner            | Nagy-Britannia (GBR)   | 11,8 | Q  |
| 4.       | Noemí Simonetto            | Argentína (ARG)        |      |    |
| 5.       | Gerda van der Kade-Koudijs | Hollandia (NED)        |      |    |
| 6.       | Elfriede Steurer           | Ausztria (AUT)         |      |    |

### Döntő
A döntőt augusztus 4-én rendezték.
| H     | Név                 | Nemzet               | E    | Mj  |
| ----- | ------------------- | -------------------- | ---- | --- |
| Arany | Fanny Blankers-Koen | Hollandia (NED)      | 11,2 | =OR |
| Ezüst | Maureen Gardner     | Nagy-Britannia (GBR) | 11,2 | =OR |
| Bronz | Shirley Strickland  | Ausztrália (AUS)     | 11,4 |     |
| 4.    | Yvette Monginou     | Franciaország (FRA)  | 11,8 |     |
| 5.    | Maria Oberbreyer    | Ausztria (AUT)       | 11,8 |     |
| 6.    | Libuše Lomská       | Csehszlovákia (TCH)  | 11,9 |     |